# Mistrzostwa Świata w Futsalu 2008\Strzelcy
16 goli (1)
- Pula

15 goli (1)
- Falcão

11 goli (1)
- Lenísio

10 goli (2)
- Schumacher
- Damir Khamadiev

9 goli (1)
- Vladislav Shayakhmetov

8 goli (3)
- Fabio Alcaraz
- René Villalba
- Sirilo

7 goli (3)
- Fernando
- Fernando Grana
- Dmitry Prudnikov

6 goli (1)
- Betão

5 goli (7)
- Wilde
- Vinícius
- Eduardo Morales
- Mohammad Taheri
- Vahid Shamsaee
- Konstantin Maevskiy
- Valeriy Zamyatin

4 gole (13)
- Marcelo Giménez
- Yosniel Mesa
- Daniel
- Javi Rodríguez
- Torras
- Álvaro
- Ali Hassanzadeh
- Mohammad Hashemzadeh
- Patrick Nora
- Nobuya Osodo
- José Rotella
- Arnaldo
- Sergiy Cheporniuk

3 gole (13)
- Diego Giustozzi
- Matías Lucuix
- Ari
- Marquinho
- Ahmed El Agouz
- Carlos Estrada
- Erick Acevedo
- Adriano Foglia
- Saad Assis
- Yuki Kanayama
- Leitão
- Ildar Makayev
- Mykhaylo Romanov

2 gole (32)
- Esteban González
- Martín Amas
- Sebastián Corazza
- Ciço
- Gabriel
- Hu Jie
- Carlos Madrigal
- Yulier Olivera
- Martin Dlouhý
- Tomáš Sluka
- Mizo
- Marcelo
- Daniel Tejada
- José González
- Masoud Daneshvar
- Mostafa Tayyebi
- Edgar Bertoni
- Márcio Forte
- Sandro Zanetti
- Kotaro Inaba
- Mohamed Rahoma
- Rabie Abdel
- Rodolfo Román
- Cardinal
- Konstantin Agapov
- Dmitry Dushkevich
- Elliot Ragomo
- Eakapong Suratsawang
- Panuwat Janta
- Dmytro Ivanov
- Valeriy Legchanov
- Yevgen Rogachov

1 gol (66)
- Fernando Wilhelm
- Hernán Garcias
- Leandro Planas
- Carlinhos
- Liu Xinyi
- Zhang Xi
- Zheng Tao
- Boris Saname
- Jhonnet Martínez
- Yampier Rodríguez
- David Filinger
- Jan Janovský
- Marek Kopecký
- Michal Mareš
- Roman Mareš
- Zdeněk Sláma
- Abou El Komsan
- Ahmed Abou Serie
- Ramadan Samasry
- Sameh Saleh
- Borja
- Luis Amado
- Ortíz
- Estuardo de León
- Luis Castro
- Manuel Aristondo
- Marlon Noj
- Ebrahim Masoudi
- Fabiano
- Kenichiro Kogure
- Kenta Fujii
- Yusuke Inada
- Yusuke Komiyama
- Fathi Alkhoga
- Mohamed Shahout
- Yousef Mohamed
- Carlos Chilavert
- José Luis Santander
- Oscar Jara
- Robson Fernández
- Walter Villalba
- Bibi
- Gonçalo
- Israel
- Jardel
- Pedro Costa
- Ricardinho
- Marat Azizov
- Nikolay Pereverzev
- Jack Wetney
- Micah Lea‘alafa
- Ron Ginio
- Lertchai Issarasuwipakorn
- Prasert Innui
- Sermphan Khumthinkaew
- Oleksandr Khursov
- Daniel Laurino
- Diego Garrido
- Jorge Rodríguez
- Juan Custódio
- Mincho
- Sebá
- Andy Rosenband
- Mike Apple
- Denison Cabral
- Pat Morris
- Sandre Naumoski

Gole samobójcze (8)
- Hu Jie (z  Ukraina)
- Yosniel Mesa (z  Rosja)
- Sameh Saleh (z  Ukraina)
- Adriano Foglia (z  Hiszpania)
- Yoshifumi Maeda (z  Wyspy Salomona)
- José Luis Santander (z  Włochy)
- Dmitry Prudnikov (z  Brazylia)
- Fedir Pylypiv (z  Iran)